# Gare de Pré-Saint-Didier
La Gare de Pré-Saint-Didier (en italien, Stazione di Pré-Saint-Didier) est une gare ferroviaire italienne de la ligne d'Aoste à Pré-Saint-Didier, située sur le territoire de la commune de Pré-Saint-Didier, dans le haut Valdigne en Vallée d'Aoste. Elle permet l'accès aux thermes de Pré-Saint-Didier et aux stations de ski de Courmayeur et de La Thuile.
Mise en service en 1929 par la Società Ferrovia Aosta–Pré-St-Didier (FAP), c'est une gare de Rete ferroviaria italiana (RFI) qui était desservie par le train Trenitalia qui effectuait des navettes sur la relation Aoste - Pré-Saint-Didier.

## Situation ferroviaire
Établie à environ 1 003 mètres d'altitude, la gare terminus de Pré-Saint-Didier est située au point kilométrique (PK) 31,369 de la ligne d'Aoste à Pré-Saint-Didier (voie unique non électrifiée), après la gare de Morgex.
Elle dispose de deux voies qui se rejoignent avant d'arriver au butoir de la fin de la ligne. Seule l'une de ces voies est utilisée depuis que la desserte fonctionne sous la forme d'un service de navette.

## Histoire
La gare de Pré-Saint-Didier est mise en service le 28 octobre 1929 par la Società Ferrovia Aosta–Pré-St-Didier (FAP), lorsqu'elle ouvre à l'exploitation sa ligne d'Aoste à Pré-Saint-Didier. La gare a été desservie pour la dernière fois par des trains régionaux de Trenitalia jusqu'au 24 décembre 2015, jour où la ligne a été suspendue à la circulation par décision de la Région Vallée d'Aoste.

## Service des voyageurs

### Accueil
C'est une gare avec un bâtiment voyageurs et du personnel, c'est la seule gare valdôtaine qui dispose d'un guichet, avec celle d'Aoste. Elle dispose également d'une salle d'attente et de toilettes. La gare abrite un kiosque de presse, un bar et un restaurant.

### Desserte
Pré-Saint-Didier était desservie par la navette Trenitalia de la relation Aoste - Pré-Saint-Didier.

### Intermodalité
Le stationnement des véhicules est difficile à proximité. Elle était desservie par des autocars des lignes du réseau local de la haute Vallée d'Aoste (SAVDA).

## Patrimoine ferroviaire
Le bâtiment voyageurs, toujours en service, est en style valdôtain éclectique, en pierre, lauzes et bois, suivant le modèle de la grange l'Ôla du château d'Introd. Le rez-de-chaussée est composé par la salle d'attente et par le restaurant, à l'étage se trouvent des habitations et une partie du restaurant. À proximité petite halle à marchandises est désaffectée.